# José Risueño
José Risueño Alconchel (Granada, bautizado el 18 de abril de 1665-Granada, 6 de noviembre de 1732) fue un pintor y escultor español.

## Biografía
Hijo de Manuel Risueño, maestro carpintero, y de Felipa Alconchel, fue bautizado en la iglesia del Sagrario de Granada el 18 de abril de 1665. En el taller paterno debió de iniciarse en el trabajo de la madera. Al mismo tiempo pudo entrar en contacto con los escultores Diego y José de Mora y con el pintor Juan de Sevilla, todos ellos seguidores de Alonso Cano.
Risueño disfrutó del amparo de los eclesiásticos de la época y trabajó en la fábrica de la Catedral de Granada, consiguiendo así mantener una producción continua sin que le afectasen demasiado los altibajos económicos.

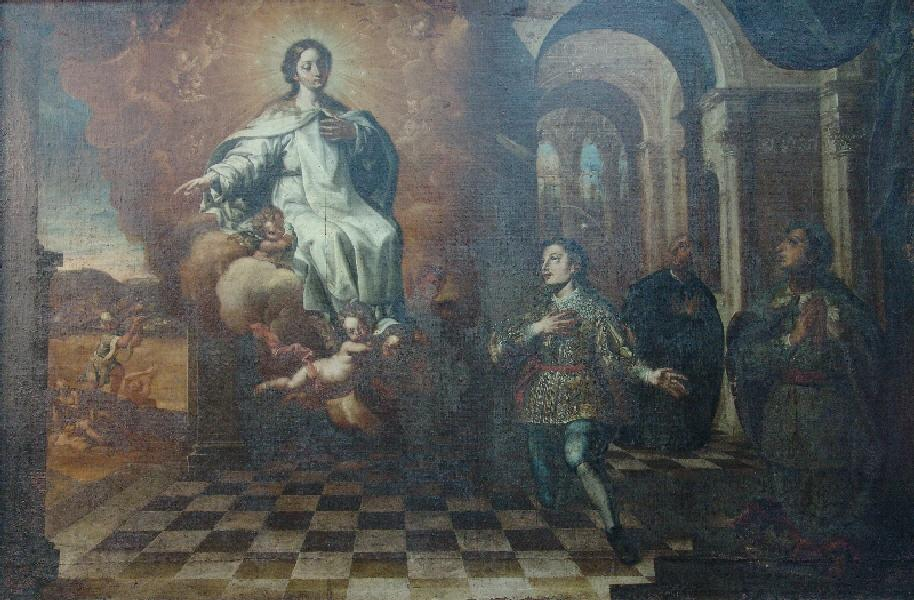
Aparición de la Virgen a San Pedro Nolasco, San Raimundo de Peñafort y el Rey Don Jaime de Aragón, óleo sobre lienzo (122 x 184,5 cm) Granada, Museo de Bellas Artes.

Las obras de Risueño tienden a ser menudas, de pequeño formato, pero con una técnica muy depurada influida por el rococó y su condición de excelente pintor. En escultura destaca el trabajo sobre barro, con el que se descubre un detalle insólito en otros muchos autores. También destacó en sus trabajos minuciosos en madera, donde se recuerda a Alonso Cano y su gran influencia. No es ajeno a otras influencias como la de Pedro Atanasio Bocanegra y Juan de Sevilla en pintura.
Protegido por el arzobispo Martín de Ascargorta desde 1693, es en esta etapa de su vida como artista cuando despunta su maestría. Destacan entonces el Cristo del convento del Santo Ángel, varios Niños Jesús, la Magdalena penitente, que se conserva en el Museo Catedralicio, la Inmaculada en el altar de la catedral granadina, la Virgen del Rosario, San Juan Bautista, Ecce homo y La Dolorosa de la Cartuja de Granada. En el Victoria and Albert Museum de Londres se conserva un San José con el Niño, de clara influencia flamenca. Su obra más significativa y última será, no obstante, el conjunto de dieciséis figuras que componen el Retablo mayor de San Ildefonso.
Fue enterrado en la iglesia de Santa Ana (Granada).